# David Dukes
David Coleman Dukes (San Francisco, 6 juni 1945 – Lakewood (Washington), 9 oktober 2000) was een Amerikaans acteur.

## Biografie
Dukes begon met acteren in 1970 in de televisieserie The Virginian. Hierna speelde hij rollen in televisieseries en films als A Little Romance (1979), The First Deadly Sin (1980), Sisters (1991-1993), The Mommies (1993-1995), Dawson's Creek (1999-2000) en Rose Red (2002).
Dukes was ook actief in het theater. Hij maakte in 1971 zijn debuut op Broadway in het toneelstuk L'École des femmes. Hierna speelde hij nog meerdere rollen op Broadway en off-Broadway. 
Dukes was van 1965 tot en met 1975 getrouwd en heeft hieruit een kind, en op 31 januari 1983 trouwde hij opnieuw waaruit hij een kind kreeg. Op 9 oktober 2000 stierf hij aan de gevolgen van een hartstilstand tijdens de opname van de televisieserie Rose Red.

## Filmografie

### Films
Selectie:
- 1998 Gods and Monsters – als David Lewis
- 1995 The Surrogate – als Stuart Quinn
- 1993 And the Band Played On – als dr. Mervyn Silverman
- 1990 The Handmaid's Tale – als dokter
- 1986 The Men's Club – als Phillip
- 1989 See You in the Morning – als Peter Goodwin
- 1981 Only When I Laugh – als David
- 1980 The First Deadly Sin – als Daniel Blank
- 1979 A Little Romance – als George de Marco
- 1975 The Wild Party – als James Morrison

### Televisieseries
Uitgezonderd eenmalige gastrollen.
- 2002 Rose Red – als professor Carl Miller – 3 afl.
- 1999 – 2000 Dawson's Creek – als Joseph McPhee – 7 afl.
- 1997 Pauly – als Edward Sherman – 7 afl.
- 1993 – 1995 The Mommies – als Jack Larson – 27 afl.
- 1991 – 1993 Sisters – als Wade Halsey – 19 afl.
- 1992 Look at It This Way – als Tim Curtiz – 3 afl.
- 1988 – 1989 War and Remembrance – als Leslie Slote – 9 afl.
- 1985 Kane & Abel – als David Osborne – miniserie
- 1985 Space - als Leopold Strabismus - 4 afl.
- 1984 George Washington – als George William Fairfax – 3 afl.
- 1983 The Winds of War – als Leslie Slote – 7 afl.
- 1977 Harold Robbins' 79 Park Avenue – als Mike Koshko – miniserie
- 1977 All in the Family – als Lambert – 2 afl.
- 1975 Beacon Hill – als Robert Lassiter - 11 afl.

## Theaterwerk opBroadway
- 1994 Broken Glass – als dr. Harry Hyman
- 1992 – 1993 Someone Who'll Watch Over Me – als Edward (understudy)
- 1989 – 1990 M. Butterfly – als Rene Gallimard (understudy)
- 1981 Frankenstein – als Victor Frankenstein
- 1980 – 1983 Amadeus – als Antonio Salieri (understudy)
- 1979 – 1980 Bent – als Horst
- 1977 – 1980 Dracula – als graaf Dracula (understudy)
- 1975 – 1976 Travesties – als Henry Carr
- 1974 The Rules of the Game – als Guido Venanzi
- 1974 Love for Love – als Scandal
- 1973 – 1974 Holiday – als Nick Potter
- 1973 – 1974 Chemin de Fer – als Coustouillu
- 1973 – 1974 The Visit – als Athlete
- 1971 The Play's The Thing – als Albert Adam
- 1972 – 1973 Don Juan – als Don Carlos
- 1972 – 1973 The Great God Brown – als Committeeman
- 1971 L'École des femmes – als Horace

- Biblioteca Nacional de España: XX1561809
- Bibliothèque nationale de France: cb140359361 (data)
- Gemeinsame Normdatei: 119771524X
- International Standard Name Identifier: 0000 0001 0875 4307
- Library of Congress Control Number: n84007691
- MusicBrainz: 6ab928ed-7b29-49cc-956b-741b48e4059b
- Nationale bibliotheek van Australië: 40730812
- Nederlandse Thesaurus van Auteursnamen: 299007537
- SNAC: w6pt09p0
- Trove: 1449054
- Virtual International Authority File: 17422695
- WorldCat: E39PBJjHcP79Q69YWGpqt3m68C